# Lijst van vaktermen in de heraldiek
Deze pagina bevat een alfabetische lijst van de belangrijkste termen uit de Heraldiek, met verklaringen.

## A

Agnus Dei, in het wapen van Hontenisse

AangepuntEen paal die aan de bovenkant spits toeloopt.
AangeslotenFiguren die elkaar raken.
Aangrenzende vlakkenEen schakering van negen stukken beurtelings van metaal en kleur waarbij het schild door twee horizontale en twee verticale lijnen verdeeld wordt (Geschaakt).
AanziendMensen of dieren die de toeschouwer lijken aan te kijken en waarbij het gelaat van voren is te zien.
AdelaarHeraldisch figuur die vooral in Midden-Europa veel wordt gebruikt.
AfgebrokenEen paal die van een schildrand uitgaande de tegenovergesteld rand niet bereikt, doch er wel dichtbij komt.
AfgeplatAfgesneden top.
AfgeruktAfgesneden met ruwe kanten.
AfgesnedenKoppen van dieren die recht afgesneden zijn, van terzijde gezien. Wanneer de top ontbreekt en horizontaal weggesneden is spreekt met van een keper.
Afgewendnaar de andere kant, of van elkaar wegkijkend.
Agnus DeiEen lam van god, dragende een wimpel of vaandel.
AlliantiewapenGewoonlijk een verdrag of samenwerkingsverband, vooral in de vorm van een huwelijk. Het mannelijke schild staat dan meestal recht en het vrouwelijke links.
AndreaskruisEen kruis dat schuin staat, dus bestaande uit de twee diagonalen van een rechthoek. Het dankt zijn naam aan de apostel Andreas, die aan een dergelijk kruis zou zijn gekruisigd.
AnkerkruisVerkort kruis met ankervormige gebogen uiteinden.
ArabeskOppervlaktedecoratie die gebruikt worden om reliëf aan te brengen.
ArceringStelsel van lijnen en punten.
Argentbenaming in de heraldiek voor de tinctuur zilver.
AttribuutAfgebeelde heilige woorden.
Azuurbenaming in de heraldiek voor de kleur blauw. Wordt vaak voor arcering gebruikt.

## B

Drie bollen of koeken in het wapen van Borculo

"eene cotisse van keel en zilver brocherende over het geheel" in het wapen van Schiedam

BaldakijnEen heraldisch "pronkstuk"
BalksgewijsHorizontaal naast elkaar geplaatste stukken.
BarensteelEen verkorte dwarsbalk voorzien van drie of meerdere verbredingen aan de onderkant wat wordt gezien als "breuk" ter onderscheid van de jongere tak van de oudere te scheiden.
Belgische leeuwOok wel Leo Belgicus genoemd, een Heraldische leeuw met zijn oorsprong in de middeleeuwen.
BezantBezant, een penning op een wapen als schijfje van goud of zilver weergegeven. Vergelijkbaar met een koek of bol, zie hieronder bij bol.
BeslagenWijze van aanduiding van bijvoorbeeld het aantal ringen om een hoorn.
BezaaidEen aantal figuren op een veld van een onbepaald aantal, enkele figuren moeten uit de schildrand komen.
BlazoenDe officiële beschrijving van een wapen
BolSchijfje op een wapen, ook wel koek genoemd. Vergelijkbaar met een bezant of penning.
Bourgondisch kruisSchuingeplaatst kruis van twee knoestige stokken, soms laurierstokken genoemd, vaak eindigend in breed uitlopend omkrullend loofwerk
BrakOp een wapen voorkomende jachthond. In Duitsland geeft een Bracke op een familiewapen vaak aan, dat het wapenvoerende geslacht jachtrecht bezit.
BrisureEen breuk of bijteken in het wapen van een jongere zoon of van een bastaard
Brocherende overin zijn geheel over de onderliggende vlakken en stukken heen geplaatst

## C

Drie chevrons in het wapen van de heerlijkheid Idstein.

CantonSchildhoek
CartoucheOmlijsting van een wapen
CentaurHalf mens, half paard
Chefzie Schildhoofd
Chevronzie Keper
CordelièreEen van kunstige knopen voorzien koord dat rond een wapenschild is gelegd
CoupéEen doorsneden schild
Coupé mi partiEen doorsneden schild, waarvan de onderste helft gedeeld is

## D

Dubbelstaartige leeuw van Luxemburg

DekkleedOok wel helmkleed genoemd, een op de helm vastgemaakt stuk stof.
Dexter(heraldisch) rechts, bij een schuine lijn: van (heraldisch) rechtsboven naar linksonder. Het tegenovergestelde van sinister.
DriebergEen figuur op een wapen, bestaande uit drie halfronde toppen in de schildvoet waarbij de middelste het hoogste is.
DroogscheerdersschaarSchaar met vierkant afgehakte einden
Doorsnedeneen horizontaal in twee delen verdeeld schild
Dubbele burchtBurcht met twee rijen kantelen elkaar
Dubbelkoppige adelaarEen heraldische adelaar met twee koppen.
DubbelstaartigLeeuwenstaart waarvan de staart halverwege in twee delen is gesplitst
DwarsbalkEen balk in een balklaag die dwars of haaks tussen twee andere balken loopt, vaak als raveling (uitsparingsconstructie) voor een rookkanaal, trapgat of luik
DwarsbalksgewijsOnder elkaar geplaatst zoals bij een dwarsbalk

## E

En chef geplaatste degen in het wapen van Oostburg

EenhoornFabeldier, een paard of veulen met een hoorn op zijn hoofd, een geitenbaard en gespleten hoeven.
En chefIn het schildhoofd geplaatst
En pointeIn de schildvoet geplaatst
En sautoirGeplaatst als een schuinkruis

## F

Een dwarsbalk in het wapen van Vianden

Fasce of FaasDwarsbalk
FascesEen bundel roeden
FlankZijkant van het schild
Fleur-de-lys(ook fleur-de-lis of Franse lelie) wordt gebruikt in de heraldiek, waar ze vooral geassocieerd wordt met Frankrijk.
FleuronEen kroonblad
Friese adelaarDe zwarte adelaar, die de rechterhelft van het schild vult, wordt ook wel de Friese adelaar of, in een pleonasme, de "Friese halve adelaar" genoemd.

## G

Een verkort gaffel in het wapen van Cunningham

Het gecarteleerde schild van Nassau-Dillenburg

Het van goud en sinopel gegeerde wapen van Mauremont

Het wapen van Edingen is zilver en zwart gegeerd van tien stukken

Gaande leeuwEen van de tientallen verschillende wijzen waarop in de heraldiek leeuwen worden afgebeeld
GaffelDrie stroken, verticaal en rechts en links diagonaal, over het veld gericht, die elkaar in het midden van het schild raken, in een Y-vorm. Een verkort gaffel staat bekend in de Engelse heraldiek als een "Shakefork".
GecarteleerdEen schild met kwartieren
Gedeeldeen verticaal doormidden gedeeld schild (zie het schild bij Agnus dei)
GefaasdGedwarsbalkt
Gegeerdhet veld is verdeeld in een aantal (normaal acht) driehoeken, gelijk aan een taart of pizza. Bij verdeling in een ander aantal dan acht stukken wordt het aantal stukken in de beschrijving aangegeven. Volgens Johannes Rietstap begint de eerste geer (vlakverdeling op het schild) bij een wapenbeschrijving in de rechterbovenhoek, om vervolgens linksom te gaan. Heraldisch links en rechts is beschouwd van de schildrager, het tegenovergestelde van de kijker.
GeneraliteitsleeuwHet wapen van de Unie van Utrecht, de Republiek der Zeven Verenigde Nederlanden en is een voorloper van het Wapen van het Koninkrijk der Nederlanden. Zie ook Nederlandse leeuw
GekanteeldLijn die voorzien is van kantelen
GekattoneerdHet plaatsen van figuren, twee boven en twee beneden als kwartieren
GeknoptEen afwijkende kleur van de knop in een heraldische bloem
GepaaldMi Parti, een geometrische verdeling van het schild.
Geschakeerdvoorzien van een dam- of schaakbordmotief. Het kan hierbij om een heel wapen, een deel of zelfs een dwarsbalk of paal gaan
GetraliedDoor elkaar gevlochten rechter- en linkerschuinbalken
GevoegdZichtbare voegen in muurwerk
Gewone stukkenAlle stukken die niet tot herautstukken worden gerekend zoals delfstoffen, dieren, planten en dingen.
Gravenkrooneen kroon van drie bladeren of negen parels
Groot wapenWapencompositie voorzien van alle rechtmatig te voeren heraldische pronkstukken.
Godslamzie Agnus Dei
GriffioenGrijpvogel, ook wel vogelgrijp. Heraldisch fabeldier, half adelaar, half leeuw.

## H

Een Hollandse tuin om het wapen van Geertruidenberg

HaalHaak in de schoorsteen waar een ketel aan hangt.
HartschildEen vijfde kwartier in het centrum van het schild.
HelmkroonEen kroon geplaatst op de helm boven het schild
Helmtekenis een symbool of teken op een helm. Vaak wordt een helmteken als sculptuur bijvoorbeeld boven een wapenschild aan een timpaan toegevoegd (als ornament).
Heraldische kleurenEen beperkt aantal kleuren. Men maakt onderscheid tussen heraldische kleuren, metalen en pelswerk.
HerautstukkenGeometrische figuren die gevormd worden vanuit de schildrand uitgaande lijnen
HermelijnEen pelswerk, een heraldische kleur die een regelmatige verdeling is van twee tinten.
HoedVaak gebruikt als helmteken
Hollandse tuinEen omheining met een hek aan de voorzijde.
HuismerkGelijnd hoekig teken waarmee een persoon of een boerderij en het daarbij behorende bezit worden aangeduid.

## I
IngehoektDriehoekige punten die vanuit de schildrand uitgaan
IngeschulptRonde uitgesneden tanden die naar het betreffende stuk gericht staan

## J
JeruzalemkruisEen verkorte krukkenkruis waarin in elk ontstane kwartier weer een kleiner kruis is geplaatst

## K

Karbonkel in het wapen van Kleef

KarbonkelLelierad, figuur met een naaf en acht spaken die elk een leliestaf vormen
KeelRood (kleur)
KeizerskroonDe keizers van een aantal Europese keizerrijken en die van de keizerrijken die in de Europese koloniën ontstonden droegen een keizerskroon en voerden in hun heraldische wapen ook deze kroon.
KeperTwee stroken rechts en links diagonaal over het veld gericht, die elkaar in het boven-midden van het schild raken
Klimmende leeuwEen leeuw gezien van de zijkant, de stand van poten zodanig dat het lijkt alsof hij "klimt"
Koekzie Bol
KromstafIn de geschiedenis in meerdere tijdsperioden en gebieden een bepaalde staf. Naast een voorwerp voor praktisch gebruik is het daarin een attribuut van een vooraanstaand persoon of een godheid. De kromstaf werd onder meer al ver voor de jaartelling in het Oude Egypte gebruikt door nomadische herders en als attribuut bij farao's.
KroonAls symbool boven op de helm als helmkroon en pas later boven het adellijke wapenschild.
KrulkruisEen ankerkruis met spriraalvormige uiteinden
KrukkenkruisEen verkort kruis waarvan elk uiteinde met een dwarsbalk is voorzien
KwartierEen vierde of kleiner deel van een schild
KwartilerenVermeerderen van een schild

## L

Klimmende leeuw in het wapen van Mahlberg

Laffe leeuwEen omkijkende leeuw
LeeuwEen populair wapendier
Lelieradzie Karbonkel
Lictorenbundelzie Fasces
Lozanje of LosangeRuit
Luipaardzie Gaande leeuw

## M

Het wapen van Cuijk, beladen met merletten

MalieRuitvormige uitgesneden ruit
Markiezenkrooneen kroon van vijf fleurons
MerletEend zonder poten en snavel
MolenijzerFiguur voorgesteld als een viertaksrijn met gebogen armen
MorenkopMoor als figuur
MottoEen kenspreuk waarmee een korte tekst wordt bedoeld, die de lijfspreuk van iets of iemand weergeeft.
MuurkroonEen kroon die gemodelleerd is naar een fort of kasteel.

## N

Nederlandse Maagd in de Bataafse vlag

Nassaus blauwVoorgeschreven rijkskleur
Natuurlijke kleurWanneer een heraldische kleur beperkingen geeft
Nederlandse leeuwzie ook Generaliteitsleeuw
Nederlandse MaagdZinnebeeld van het Nederlandse gemenebest

## O

Het omgewende wapen van Ridderkerk, heraldisch gezien naar links gericht

OmbrellinoBijzondere vorm van baldakijn en een van de insignes van de pausen van Rome
OmgewendWapenfiguren die heraldisch gezien naar links kijken
OmziendWapenfiguren waarvan het hoofd omgedraaid is
OndergrondHetgeen wat buiten het schild is, daar waar de schildhouders op rusten.
OrdeketenGouden of zilveren versiersel, bestaande uit schakels, dat over beide schouders wordt gedragen door ridders in sommige ridderorden
Over alles heenEen herautstuk of figuur bedekt andere stukken deels of geheel
OvertoptHet ene stuk zweeft boven het andere

## P

Een pentagram in het wapen van Haaksbergen

Een gepaald veld in het wapen van Kortgene

PaalsgewijsOnder elkaar geplaatste figuren (als een paal)
PalenHet vermeerderen van een wapenschild met een extra veld naast het voorgaande
Paaslamzie Agnus Dei
Pal of Paaleen horizontaal in een aantal delen verdeeld vlak; wordt vaak omschreven als "een <aantal> palen <kleur of metaal> op een veld van <metaal of kleur>", waarbij bij een oneven aantal de kleinste hoeveelheid stukken worden beschreven als "pals" of"palen"; bij een even aantal als "gepaald van <totaal aantal palen> <kleur of metaal> en <metaal of kleur>"
PartiGedeeld
Penningzie Bezant
PentagramDrudenvoet, een stervormige figuur met vijf punten
PijlenbundelIn de heraldiek het zinnebeeld van de kracht die men gezamenlijk heeft
PronkstukIn de heraldiek een van de buiten het wapenschild aangebrachte elementen

## R

Molenijzers in het wapen van het geslacht van Montfoort

Wapen van Rijswijk, metaal op metaal

RaadselwapenEen wapen dat wat betreft kleur en metalen niet aan de regels voldoet, bijvoorbeeld kleur op kleur
Raafstaat symbool voor overvloed en vrijgevigheid.
RespectantBijzonder heraldisch gebruik bij alliantiewapens
RiddertoernooiLetterlijk "spel met speren" waarbij gewapende ridders met zwaarden tegen elkaar vochten
RijksbanierIn de heraldiek een boven het wapen uitstekend vaandel of gonfalone aan een speer dat door keizers en koningen in hun wapens werd opgenomen
RijkskleurenEen schild van azuur, met daarop een voorstelling geheel in goud, zoals in het Rijkswapen
RijksstandaardEen van de regalia van het Koninkrijk der Nederlanden
RijkswapenHet officiële heraldische schild van een staat
Rijnzie Molenijzer
RoosEen heraldische bloem, meestal met vijf of zes bladeren, een roos voorstellende
Rudolfinische keizerskroonBepaald type keizerskroon

## S

Schildzoom in het wapen van Binnenmaas.

Schoorsteenhalen in het wapen van Zwijndrecht.

SabelZwart (kleur)
SaksenrosSteigerend wit of zwart paard dat op vele gemeente-, stads- en streekwapens met een Saksische oorsprong voorkomt
Saladins AdelaarArabische Adelaar
SautoirSint Andrieskruis, een schuinkruis
SchabrakPaardendek in de kleuren van het wapen
ScharlakenroodHeraldische kleur
SchijfjeVlak rond schijfje van kleur of metaal. Zie resp. koek en bezant
SchilddekkingDe aankleding van het schild, helm, helmteken, dekkleed en wrong
SchildhoofdHet veld dat boven aan het wapenschild is geplaatst
SchildhouderEen figuur dat een wapenschild vasthoudt.
SchildvoetHet veld dat onder aan het wapenschild is geplaatst
SchildzoomEen om het wapen aangebrachte rand. Deze kan gekarteld of golvend zijn en van iedere kleur, tinctuur (metaal) of vorm van vair zijn
SchoofSamengebonden graanhalmen, heraldisch symbool
SchoorsteenhaalZie Haal
Schuinstreep sinisterOok wel bastaardbalk, (verkorte) linkerschuinstaak of (verkorte) linkerschuinstreep (niet te verwarren met de linkerschuinbalk) is in de heraldiek een gebruikelijke aanduiding van een bastaard.
SinisterDe benaming voor links; het tegenovergestelde van dexter
SinopelGroen (kleur)
SlangenkopkruisVerkort kruis met aan ieder uiteinde een slangenkop
Sleutels van PetrusDe symbolische weergave om de hemelpoort en de wereld ontsluiten
Sprekend wapenEen wapen waarin de afbeelding verwijst naar de naam van de drager ervan.
StaakEen smalle paal
StreepBalk, een smalle dwarsbalk
StreepkruisZeer smal kruis, bijvoorbeeld over een gecarteleerd wapen dat is gevierendeeld, meestal bij schilden waarvan het veld uit een kleur bestaat
StukkenAlle figuren op een wapenveld
StandaardEen type vlag of vaandel
StedenmaagdVerpersoonlijking van een stad of land is een motief dat al in de oudheid op Griekse munten terug te vinden is
SterAls vaststaand element aan de hemel vormen in verschillende tradities een symbool.

## T

Toegewende wildemannen in het wapen van Veere, ze kijken elkaar aan

ToegewendWapenfiguren die zich zichtbaar naar elkaar toekeren daardoor elkaar aankijken.
TinctuurIn de heraldiek wordt met een tinctuur een metaal aangeduid.
Tranché(Rechts)geschuind

## U

Een uitgeschulpt kruis in het wapen van Sliedrecht

UitgaandeUitgaande van de snijlijn, een figuur komt uit de lijn, bijvoorbeeld een Friese adelaar
UitgeruktZichtbare wortels bij bomen en planten
UitgeschulptRond uitgesneden tanden die van het desbetreffende stuk afgericht zijn. Kleine tanden noemt men uitgetand.
UitkomendWanneer figuren verschijnen uit een ander stuk, zoals bij het helmteken

## V

Het wapen Bretagne beladen met hermelijn

Een gekroond valdeur is het symbool van het Parlement van het Verenigd Koninkrijk

Het wapen van Duiven met een karbonkel in een vrijkwartier

VairEen pelswerk, een heraldische kleur die een regelmatige verdeling is van twee tinten
ValdeurDeur van tralies meestal voorzien van scherpe punten vaak opgehaald in de poort van een burcht
Van het veldHet beschreven stuk heeft dezelfde kleur als het veld
Van hetzelfdeHet beschreven stuk heeft dezelfde kleur als het vorige beschreven stuk
Veldoppervlakte van het schild
VerlichtDe vensters in een bouwwerk hebben een afwijkende kleur
Vermeerderinghet toevoegen van kwartieren en velden aan het wapenschild.
VerwenKleuren
VlagEen stuk textiel dat bedoeld is om een bepaalde boodschap uit te drukken. Een vlag wordt gewoonlijk aan een vlaggenmast of vlaggenstok bevestigd.
VluchtEen helmteken in de vorm van vleugels
VogelgrijpZie griffioen
VorstenhoedHet ceremoniële hoofddeksel van de Duitse vorsten en prinsen
VrijheidshoedSymbool voor vrijheid, dat wordt gebruikt in onder andere schilderkunst, op wapenschilden en op munten.
VrijkwartierHet vrijkwartier is afgebeeld in het rechter- of linkerbovenhoek waar anders het schildhoofd is afgebeeld

## W

Een wapentent

WapenHerkenningskleuren en/of symbolen van een persoon
WapenmantelEen heraldisch pronkstuk. Rond een wapen wordt een geplooide, al dan niet opgebonden mantel gehangen.
Wapententof baldakijn is een heraldisch pronkstuk. De koepel boven de wapentent herinnert aan de ronde tenten van de middeleeuwse ridders en de paviljoens of baldakijnen boven een troon.
Wassende en afnemende maanDe wassenaar is een bekend heraldisch symbool en is ook een belangrijk symbool van de Islam. In West-Europa komt hij vaak terug in wapens van plaatsen met een verleden in de Kruistochten, zoals Dokkum en natuurlijk Wassenaar.
WildemanVrijwel naakte, met eikenloof omgorde woestelingen als schildhouders of figuur in het wapen gebruikt. Meestal dragen de wildemannen een houten knots.
WolfsangelEen heraldisch symbool en een in Noord-Europa bekende rune en huismerk(teken).
WrongIn de heraldiek de opgerolde doek tussen de helm en het helmteken, welke op het wapenschild geplaatst zijn.

## Z

Zoomsgewijs

ZilverZilverkleurig of wit
Zoomzie schildzoom
ZoomsgewijsLangs de schildrand geplaatst als een zoom